# Calvatone
Calvatone là một đô thị ở tỉnh Cremona, vùng Lombardia của Italia, có vị trí cách khoảng 110 km về phía đông nam của Milan và khoảng 35 km về phía đông của Cremona. Tại thời điểm ngày 31 tháng 12 năm 2004, đô thị này có dân số 1.285 người và diện tích là 13,5 km².
Calvatone giáp các đô thị: Acquanegra sul Chiese, Bozzolo, Canneto sull'Oglio, Piadena, Tornata. Năm 69, trấn Bedriacum diễn ra gần khu vực này.